# Spitalzentrum Biel
Das Spitalzentrum Biel (SZB) (fr. Centre hospitalier Bienne) ist das öffentliche Spital der Region Biel–Seeland–Berner Jura in der Schweiz. Es befindet sich in Biel im über der Stadt liegenden Quartier Beaumont.

## Bedeutung
Jährlich behandelt das zweisprachige Zentrumsspital rund 150 000 Patienten. Als Akutspital bietet es eine erweiterte medizinische Grundversorgung sowie verschiedene Spezialbereiche. Das SZB verfügt über eine 24-Stunden-Notfallstation und über eine Kinderklinik. Die Stroke-Unit ist neben dem Inselspital die einzige im Kanton Bern zur Schlaganfallbehandlung nach State of the Art.
2002 wurden die selbstständigen Spitäler Regionalspital Biel und Kinderspital Wildermeth zum  Spitalzentrum Biel zusammengefasst. Am Aktienkapital sind der Kanton Bern und die Stiftung Kinderspital Wildermeth beteiligt. Umgangssprachlich wird das Spital Beaumont genannt.

### Kennzahlen
2024 verfügte das Spital über 207 Betten (davon neun auf der Intensivstation) und rund 2000 Mitarbeiterinnen und Mitarbeiter. Es wurden 92 353 ambulante sowie 14 499 stationäre Patienten behandelt.

### Medizinische Bedeutung
Als Akutspital bietet das SZB die erweiterte medizinische Grundversorgung. In den interdisziplinären Schwerpunktgebieten Frau & Kind, Tumorerkrankungen, Bewegungsapparat sowie  Herz, Gefäss, Stroke ist das SZB auch überregional für die medizinische Versorgung der Bevölkerung von Bedeutung.

### Arbeitgeber
Das Spital zählt zu den wichtigsten Arbeitgebern in der Region Biel–Seeland–Berner Jura. Rund 2'000 Mitarbeitende und jährlich 215 Lernende stehen in 40 Berufen im Einsatz.

### Medizinisches Angebot
Zu den Leistungen gehören die medizinischen und therapeutischen Bereiche:
- Adipositas-Chirurgie
- Angiologie und Gefässchirurgie
- Anästhesie
- Chirurgie
- Endokrinologie, Diabetologie

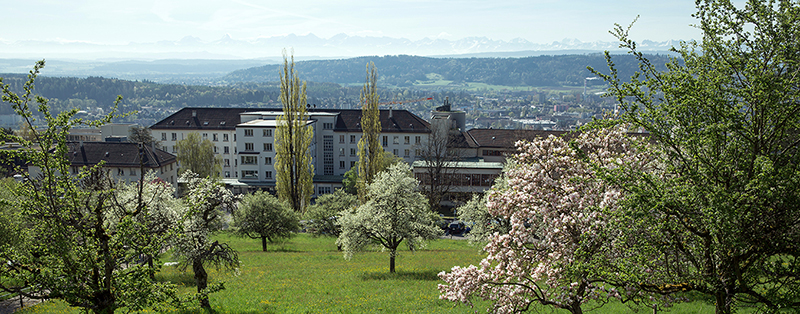
Spitalzentrum Biel und oben …

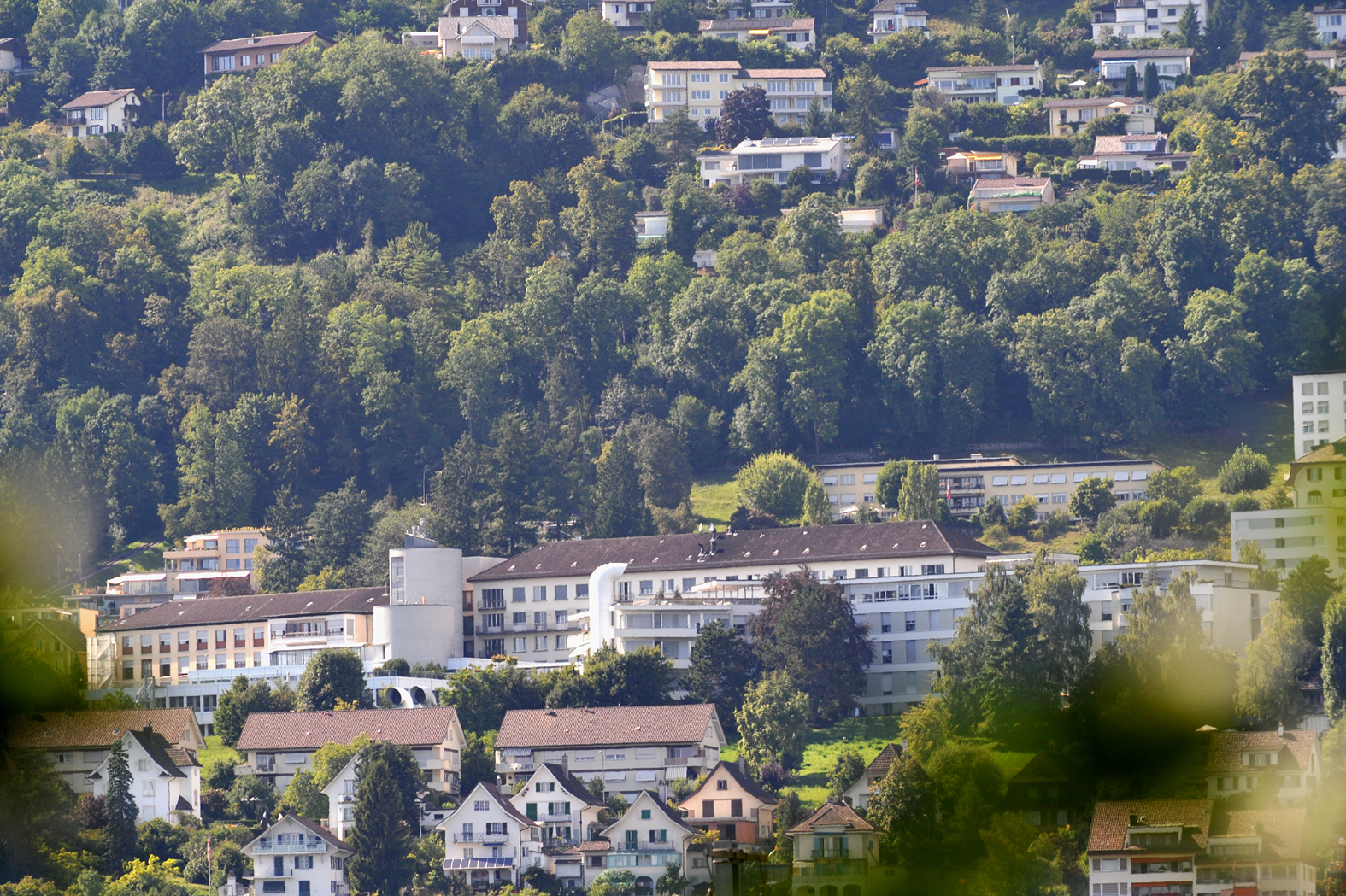
… und von der Stadt her gesehen

- Frauenklinik: Geburtsabteilung, Gynäkologie
- Gastroenterologie
- Gefässzentrum
- Geriatrie
- Hals-Nasen-Ohren-Heilkunde (HNO)
- Infektiologie
- Innere Medizin
- Intensivmedizin
- Kardiologie
- Medizinisches Ambulatorium
- Memory Clinic
- Nephrologie und Dialyse
- Onkologie, Tumorbehandlungen
- Orthopädie
- Anästhesie
- Ergotherapie
- Ernährungsberatung
- Logopädie
- Neonatologie
- Neurologie
- Notfallstation (24 Stunden)
- Onkologie/Hämatologie
- Operationsabteilung
- Orthopädie
- Pflegedienst
- Physiotherapie
- Pneumologie
- Proktologie
- Pädiatrie
- Radio-Onkologiezentrum Biel
- Radiologie
- Reisemedizin
- Rheumatologie
- Rückenzentrum
- Schmerztherapie
- Stillberatung
- Stomaberatung
- Thoraxchirurgie
- Urologie
- Viszeralchirurgie
- Zentrum für sexuelle Gesundheit

### Kinder
In der Kinderklinik Wildermeth erhalten Kinder und Jugendliche bis zum 16. Altersjahr medizinische Versorgung. Die  Pädiatrie und Kinderchirurgie arbeiten eng zusammen. Dazu gehört die Neonatologie und ein 24-h-Dienst für Kinderanästhesie.

### Weitere Dienste
- Apotheke
- Zentrum für sexuelle Gesundheit
- Labor
- Seelsorge
- Kindertagesstätte
- Patientenberatung